# پانون‌هالما
پانون‌هالما (به مجاری:  Pannonhalma) یک شهرداری در مجارستان است که در دیور-موشون-شوپرون واقع شده‌است.

## خواهرخوانده
شهرهای انگن و دولنه سالیبی در اسلواکی خواهرخوانده‌های پانون‌هالما هستند.